# Mikel Aristi
Mikel Aristi Gardoki (Vergara, Guipúzcoa, 28 de mayo de 1993) es un ciclista español que fue profesional entre 2013 y 2022.
En 2015 consiguió grandes victorias en el campo amateur como por ejemplo una etapa de la Vuelta a Cantabria o la general final de la Vuelta a Toledo. Estos resultados le valieron para fichar por el conjunto profesional continental Delko Marseille Provence KTM.

## Palmarés
2017
- 1 etapa de la Tropicale Amissa Bongo[3]

2019
- 1 etapa de la Vuelta a Portugal
- 1 etapa del Tour de Limousin